# Friedrich Nikolaus Ebert
Friedrich Nikolaus Ebert (* um 1966) ist ein österreichischer Politiker der Österreichischen Volkspartei (ÖVP). Ab dem 7. November 2023 bis Mitte 2025 war er Bezirksvorsteher im 13. Wiener Gemeindebezirk Hietzing.

## Leben
Friedrich Nikolaus Ebert wurde als Sohn des Politikers Erich Ebert geboren. Als Jugendlicher trat er der Jungen ÖVP bei. Ab 1987 gehörte als Bezirksrat der Bezirksvertretung in Hietzing an, wo er als Bauausschussvorsitzender sowie als Vorsitzender der Kommission für Bildung, Kultur und Sport fungierte. Im Wirtschaftsbund ist er geschäftsführender Bezirksgruppenobmann.
Am 7. November 2023 wurde er als Nachfolger von Silke Kobald mit 14 von 39 Stimmen zum Bezirksvorsteher in Hietzing gewählt und von Stadtrat Jürgen Czernohorszky angelobt. Ursprünglich wurde im September 2023 ÖVP-Bezirksparteiobfrau Johanna Sperker vom Bezirksparteivorstand als Nachfolgerin von Silke Kobald als Bezirksvorsteherin designiert. Allerdings konnte sich Ebert, entgegen der Bestimmungen des Parteistatuts, die Mehrheit im ÖVP-Bezirksratsklub sichern.
Nach Verlusten der ÖVP bei der Bezirksvertretungswahl in Wien 2025 in Wien-Hietzing sprach sich die Mehrheit des Parteivorstands im Bezirk gegen ihn aus. Stattdessen wurde Johanna Sperker am 4. Juni 2025 zur Bezirksvorsteherin gewählt.
Im Zivilberuf ist er Unternehmensberater.